# Saxifraga longifolia

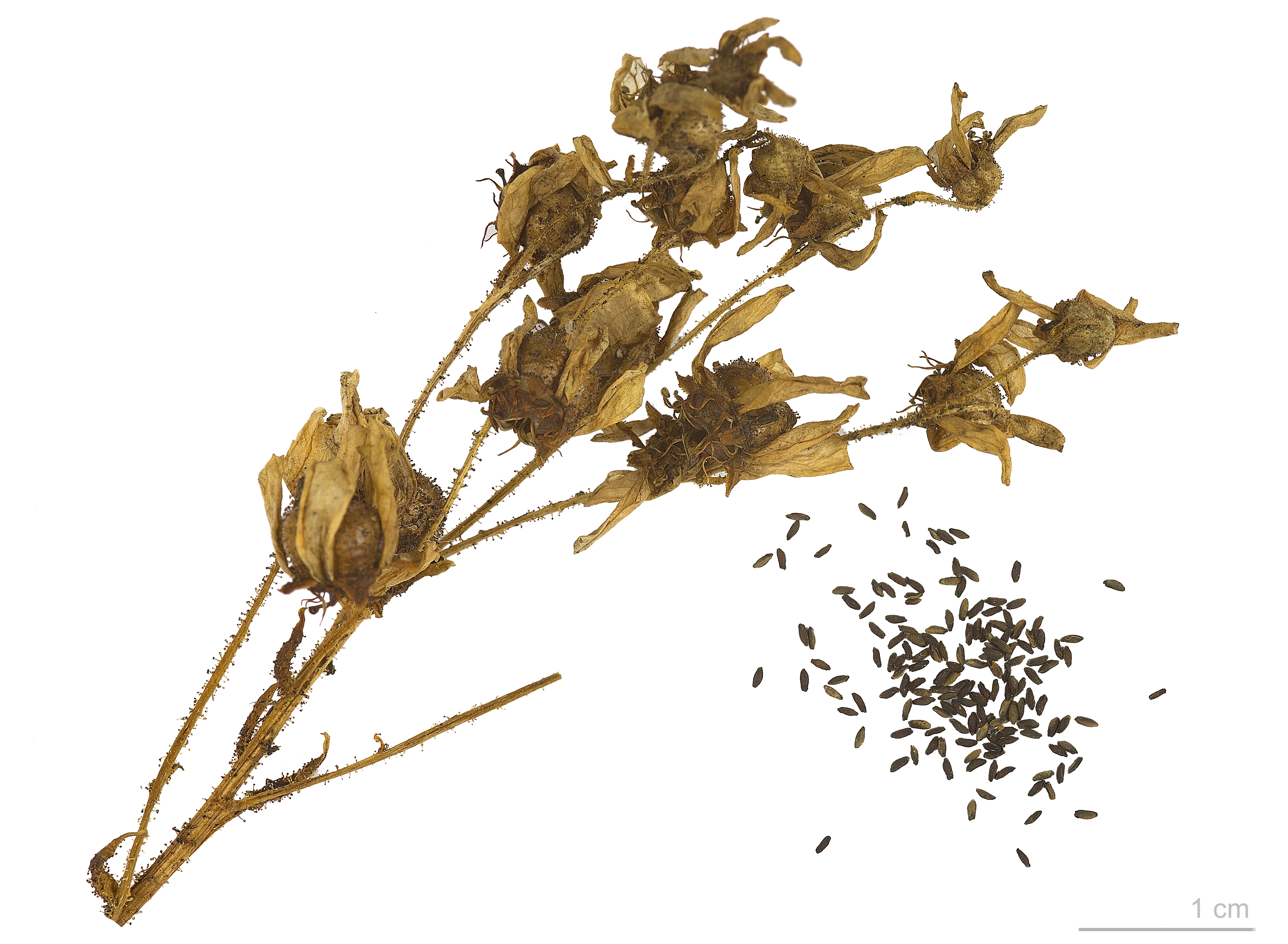
Saxifraga longifolia

Saxifraga longifolia là một loài thực vật có hoa trong họ Saxifragaceae. Loài này được Lapeyr. miêu tả khoa học đầu tiên năm 1801.